# François Buot
Pour les articles homonymes, voir Buot.
François Buot, né le 22 janvier 1957, est un biographe français, spécialiste de la période surréaliste. 

## Biographie
François Buot est lycéen à Asnières, puis étudiant à l'université Paris-Nanterre.

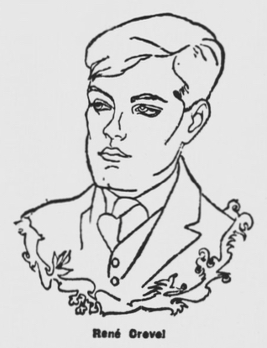
René Crevel.

Il est l'auteur d'un mémoire de maîtrise soutenu en 1982 : De la révolte à la révolution : les intellectuels surréalistes et le Parti communiste français (1923-1935) (université de Paris X Nanterre, 1982, dir. René Rémond), puis d'une thèse de doctorat de 3e cycle en histoire, soutenue en 1988 : René Crevel : biographie d'un intellectuel surréaliste et communiste (sous la direction de René Rémond).
François Buot est professeur d'histoire dans un lycée, à Paris.
Il est l'auteur de quatre biographies consacrées à René Crevel, Hervé Guibert, Tristan Tzara et Nancy Cunard. Il est co-auteur, avec Alexis Bernier, d'une biographie d'Alain Pacadis.

## Ouvrages
- Crevel, Éditions Grasset, 1991.

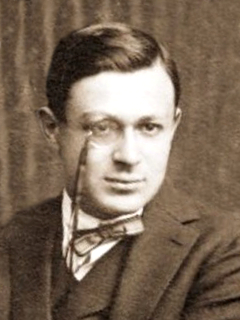
Tristan Tzara, 1915.

- L'Esprit des Seventies, avec Alexis Bernier, consacré à Alain Pacadis, Éditions Grasset, 1994.
- Hervé Guibert : le Jeune Homme et la mort, Éditions Grasset, 1999.
- Tristan Tzara, Éditions Grasset, 2002.
- Nancy Cunard, Paris, Pauvert, 2008, 444 p. (ISBN 978-2-7202-1525-4).
- Gay Paris : une histoire du Paris interlope entre 1900 et 1940, Éd. Fayard, 2013[4].
- Alexis Bernier et François Buot (préf. Gérard Lefort), Alain Pacadis : itinéraire d'un dandy punk, Marseille, Le Mot et le Reste, coll. « Attitudes », avril 2013, 359 p. (ISBN 978-2-36054-092-1)

### Sur Nancy Cunard
- "Nancy Cunard la scandaleuse", Bernard Pivot, Le Journal du Dimanche, 14 octobre 2008.
- "Nancy Cunard, de François Buot : la légende de Nancy Cunard", Patrick Kéchichian, Le Monde, 13 novembre 2008.
- "Nancy Cunard, une femme de passion et d'excès", François Eychart, L'Humanité, 7 février 2009.

### Sur Tristan Tzara
- "Biographie - Le cabaret mondial de Tristan Tzara", Michel Lapierre, Le Devoir, 29 mars 2003.

### SurGay Paris
- "François Buot, Gay Paris : une histoire du Paris interlope entre 1900 et 1940 ", Thierry Pastorelo, Les Cahiers d'histoire, no 123, 2014 [en ligne].